# Richard Hoggart
Herbert Richard Hoggart, född 24 september 1918 i Leeds i West Yorkshire, död 10 april 2014 i London, var en brittisk akademiker som gjorde karriär inom fält som sociologi, engelsk litteratur och kulturvetenskap, med ett särskilt intresse för brittisk populärkultur. Hoggart var professor vid universitetet i Birmingham; man kan räkna in honom bland efterkrigstidens många så kallade masskulturkritiker.   
Det är vanligt att man daterar den brittiska cultural studies-traditionens början till 1958 då bland annat Hoggarts bok The Uses of Literacy gavs ut. Den utgörs av en studie av den brittiska arbetarklassens liv och kultur dels före, dels efter andra världskriget. Han undersöker det komplicerade nätverk av relationer som han menar kännetecknar arbetarklasskulturen. Sådant som deras språk, värden, föreställningar, familjeliv, vanor och ritualer analyseras i samband med typiska arbetarklassinstitutioner som sportevenemang och publiv. I korta drag menar han att arbetarklasslivet under förkrigstiden var komplext och rikt och dess kultur skapades av och var förankrad i de erfarenheter som människorna gjorde i sina liv. Den utgjorde det som han kallar ett "fullt och rikt liv". Man skulle kunna säga att han såg förkrigstidens arbetarklasskultur som genuin i förhållande till den kultur som han menar kännetecknar efterkrigstiden. Under efterkrigstiden har den amerikaniserad och massproducerade populärkulturen tagit över och förstört den gamla arbetarklasskulturen. En kultur förankrad och skapad i människornas erfarenheter och livsvillkor har ersatts av en massproducerad kultur som helt saknar denna förankring. Popmusik, amerikanska TV-program, deckar- och kärleksromaner och annat som ingick i efterkrigstidens mass- och populärkulturella utbud har enligt Hoggart generellt lågt estetiskt värde. 